# Laurence Croix
Pour les articles homonymes, voir Croix (homonymie).
Laurence Croix est une coloriste française née le 29 janvier 1974 à Châteaubriant (Loire-Atlantique). Elle a mis en couleur de nombreux albums et séries, notamment ceux d'Appollo, Brüno et Li-An.

## Biographie
Le premier tome de la série Le Dernier Atlas (Dupuis), dont elle est coloriste avec Gwen de Bonneval et Fabien Vehlmann au scénario, Hervé Tanquerelle au dessin et Fred Blanchard au design remporte le Prix ActuSF de l'uchronie -catégorie graphisme 2019 et est sélectionné pour le Festival d'Angoulême 2020, ce premier tome ouvrant une série prévue sur 3 volumes.
En 2020 paraît le volume 2 du Dernier Atlas et l'album figure dans la sélection pour le Festival d'Angoulême 2021.

## Œuvres
- Fantômes blancs [6],[7], par Appollo et Li-An ((Vents d'ouest, 2005 et 2006)
- Léo et Lola (série)[8], scénario par Marc Cantin et Isabel et dessins de Thierry Nouveau (éditions Le Lombard, depuis 2006)
- Biotope, par Appollo et Brüno (Dargaud, 2007).
- Inner City Blues, par Fatima Ammari-B et Brüno.
- Commando colonial (série)[9], par Appollo et Brüno (Dargaud, 2008, 2009 et 2010)
- Boule de Suif [10], par Li-An (Delcourt, 2009)
- Le Groom vert-de-gris (Spirou et Fantasio), par Olivier Schwartz et Yann (Dupuis, 2009).
- Junk, par Nicolas Pothier et Brüno (Treize étrange, 2008 et 2010).
- La Malédiction des trente deniers, Tome I - Le Manuscrit de Nicodemus  et Tome II - La Porte d'Orphée (Blake et Mortimer), par Jean Van Hamme, René Sterne, Chantal De Spiegeleer et Antoine Aubin, Éditions Blake et Mortimer, 2009 (puis La collection - Hachette, 2013)
- L'Onde Septimus (Blake et Mortimer), par Jean Dufaux, Antoine Aubin et Étienne Schréder, Éditions Blake et Mortimer, 2010 (puis La collection - Hachette, 2013)
- Gauguin, par Li-An (Vents d'ouest, 2010)
- Ma mère et moi, par Marc Cantin, Isabel Cantin, Isabelle Maroger et Thierry Nouveau, (Clair de Lune, 4-7, 2011 à 2015)
- Les Enquêtes insolites des Maîtres de l'étrange - Tome 1 : L’Ange tombé du ciel[11], par Li-An (Vents d'ouest, 2011).
- "Atar Gull" ou le destin d'un esclave modèle, par Fabien Nury et Brüno (Dargaud, 2011)
- Tyler Cross (série): Tyler Cross (Tyler Cross : Black Rock)[12], Tyler Cross - Angola[13], par Brüno et Nury (Dargaud, à partir de 2013)
- La Femme-léopard (Spirou et Fantasio), par Olivier Schwartz et Yann (Dupuis, 2014)
- Comment faire fortune en juin 40, par Fabien Nury, Xavier Dorison et Laurent Astier (Casterman, 2015)
- DesSeins[14],[15],[16], par Olivier Pont (Dargaud, 2015)
- Les Enquêtes insolites des Maîtres de l'étrange - Tome 2 : La vengeance du grand singe blanc, par Li-An (Vents d'ouest, 2015)
- Les Grands Peintres - Tome 4 : Georges de la Tour, par Li-An (Glénat, 2015)
- La Colère du Marsupilami, par Fabien Vehlmann et Yoann, Dupuis, 2016
- Jésus en BD [17] avec Bénédicte Jeancourt (scénario) et Li-An, Bayard Jeunesse, 2017
- Bouts d'ficelles [18],[19],[20], avec Olivier Pont (scénario et dessin), Dargaud, 2018  (ISBN 978-2-205-07394-2)
- Le Dernier Atlas, scénario de Fabien Vehlmann et Gwen de Bonneval, dessin d'Hervé Tanquerelle et Fred Blanchard (design), couleurs de Laurence Croix, Dupuis :

1. Tome 1, mars 2019
2. Tome 2, avril 2020